# Tornavoz

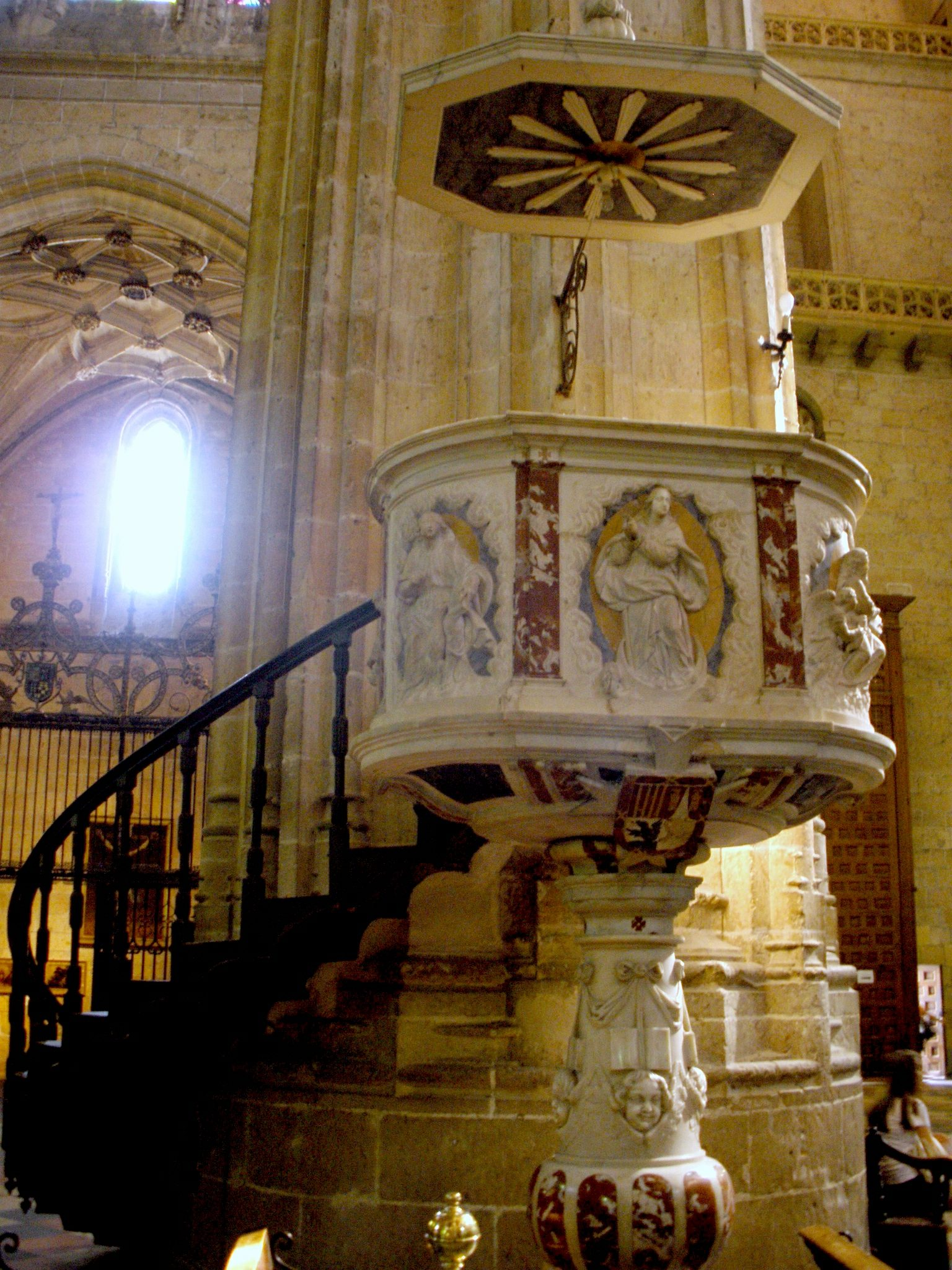
Púlpito de la catedral de Segovia.

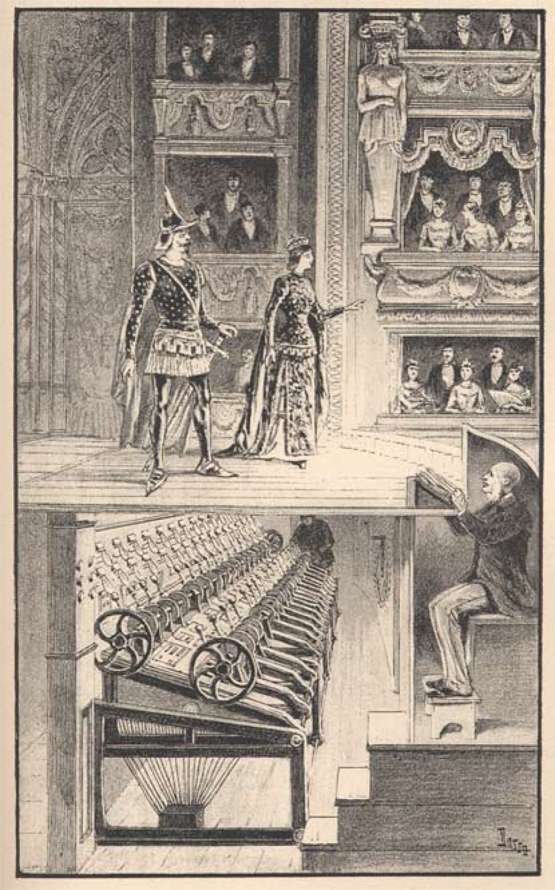
Dibujo del corte transversal del proscenio de un teatro a la italiana, con detalles de la concha (cajón o tornavoz) del apuntador y maquinaria de la tramoya bajo el escenario.

Un tornavoz es un elemento que ayuda a dirigir y orientar el sonido. Pueden diferenciarse varios tipos:
- un pequeño dosel generalmente plano situado sobre el púlpito para facilitar que la voz del predicador llegue a todos los rincones de la iglesia;
- la concha del apuntador en los teatros, para dirigir su voz hacia los actores sin ser oída por el público;
- También puede incluirse aquí los paravientos: conjunto de lamas inclinadas de arriba hacia abajo y de dentro a fuera dispuestas en los huecos de los campanarios de las iglesias o «beffrois» de los campanarios civiles municipales.

## En los paravientos
Las lamas, generalmente de tipo rejilla y fijadas en un marco de carpintería, suelen ser de madera o estar recubiertas con metal, pizarra o plomo; además de redirigir el sonido de las campanas hacia el suelo, evitan que lluvia o nieve penetre en el campanario y permiten ventilar las carpinterías de la torre. «Beffroi», es un galicismo técnico arquitectónico aparecido en el siglo xix, sustituyendo la denominación popular de «paravientos» (abat-vent).
Los tornavoces a menudo se insertan en los vanos geminados en cada una de las caras de los campanarios, más raramente en los tragaluces de las flechas de los campanarios. Estos vanos campanarios están flanqueados típicamente por columnas con capiteles y decorados, en la arquitectura románica, con arquivoltas, y con calados en entrelazados en la arquitectura gótica. Los tornavoces se desarrollaron especialmente desde el siglo XIII, y a menudo ya estaban decorados con calados, dentados de sierra en su extremo inferior, o en relieve en plomo.
Los «beffrois» fueron objeto de renovaciones cuando la madera estaba deteriorada o su revestimiento de zinc o plomo estaba corroído. Los nuevos están hechos de materiales compuestos para ser radio-transparentes a los equipos de radio (tipo antena-relé de telefonía móvil) y están equipados con redes antivolátiles o protectores de rejilla para cerrar el acceso del campanario a palomas o cuervos.

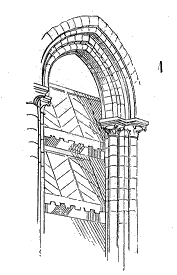
Dibujo de tornavoz, grabado de la voz «Aba-sons», del Dictionnaire raisonné de l'architecture française du XIe au XVIe siècle (1856), de Eugène Viollet-le-Duc
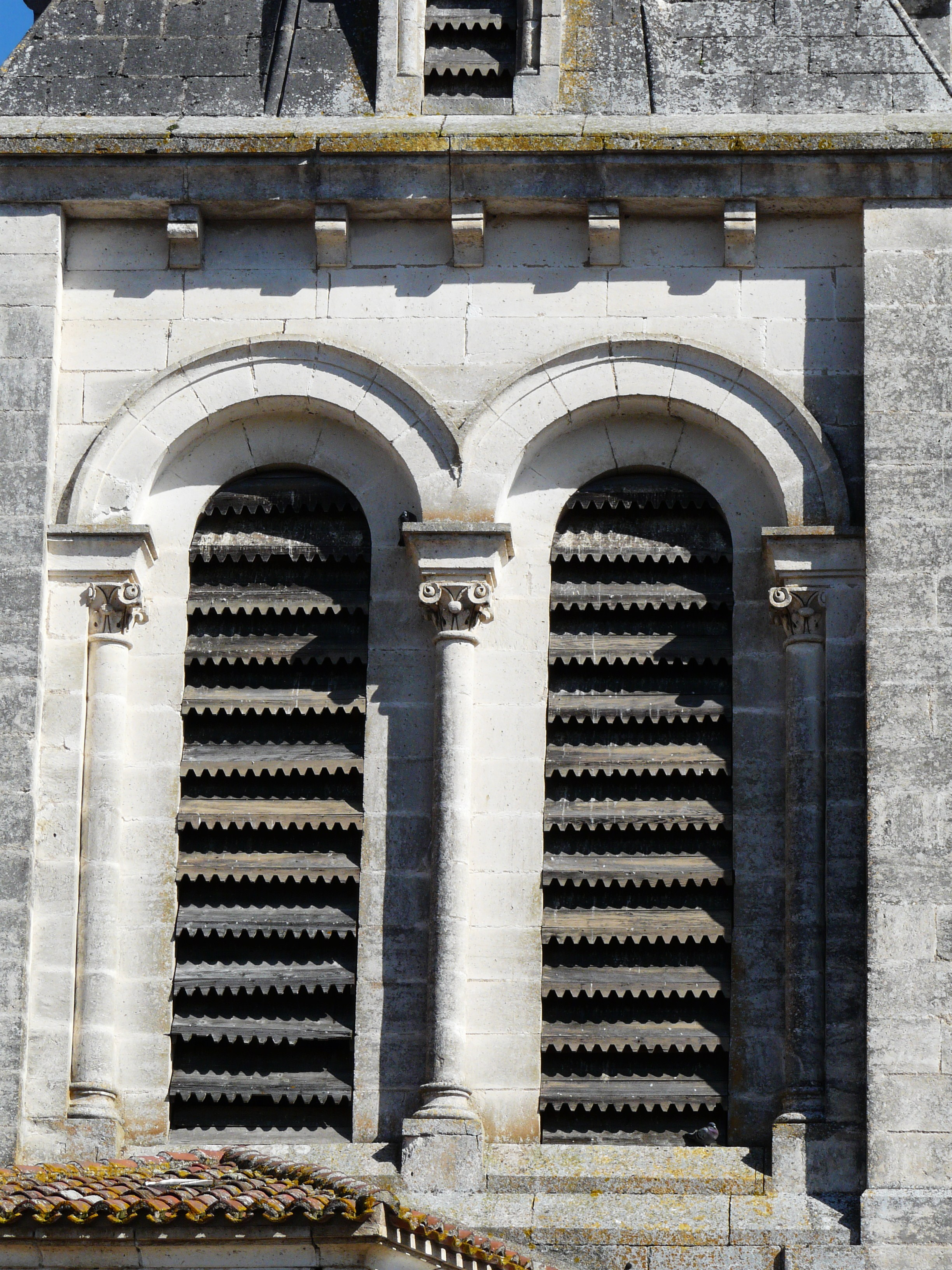
Tornavoz  de huecos geminados del campanario de la iglesia de Bassillac
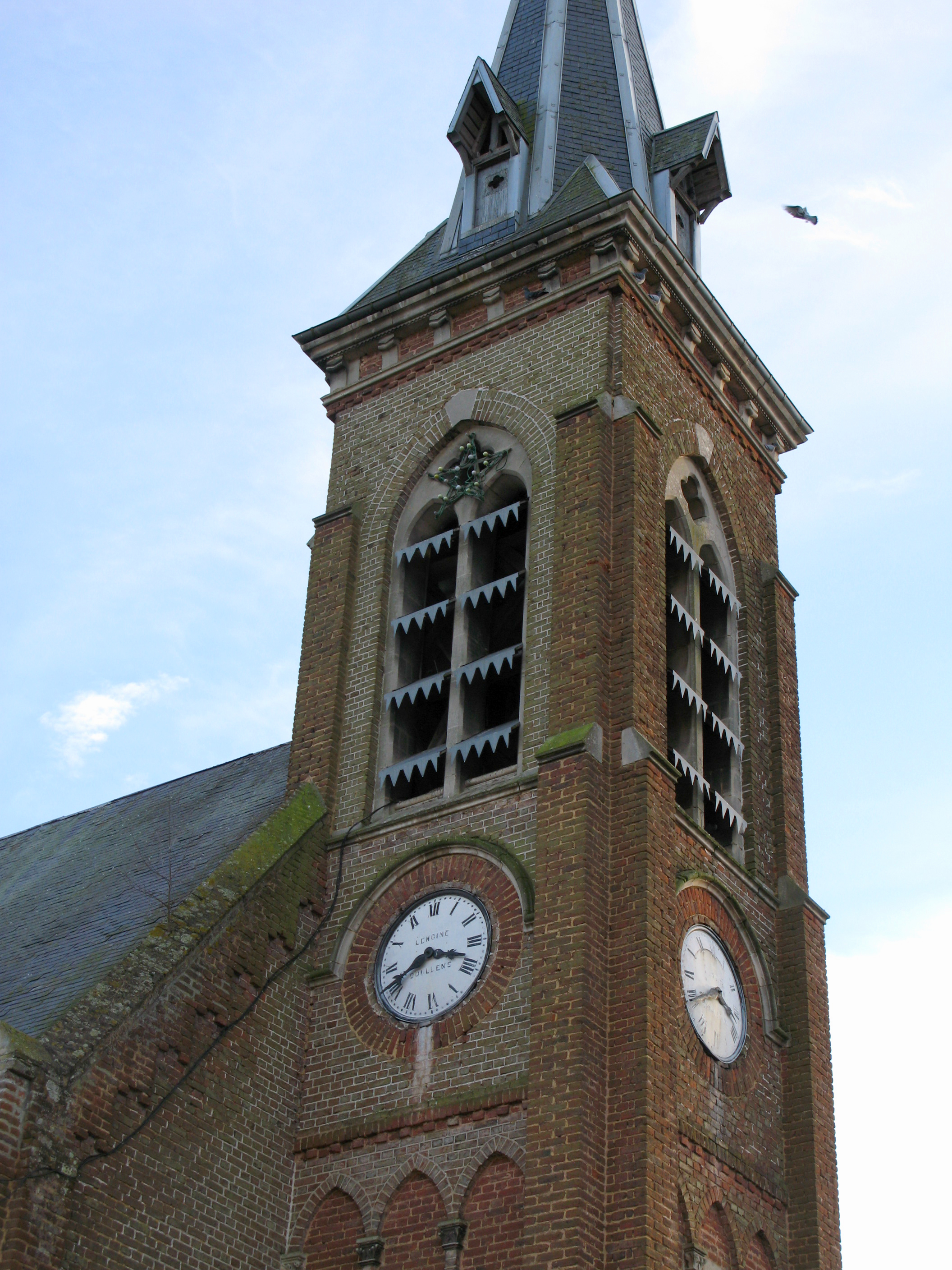
Tornavoz de la iglesia de Occoches protegido por una hoja de zinc cuyo reborde está dentado
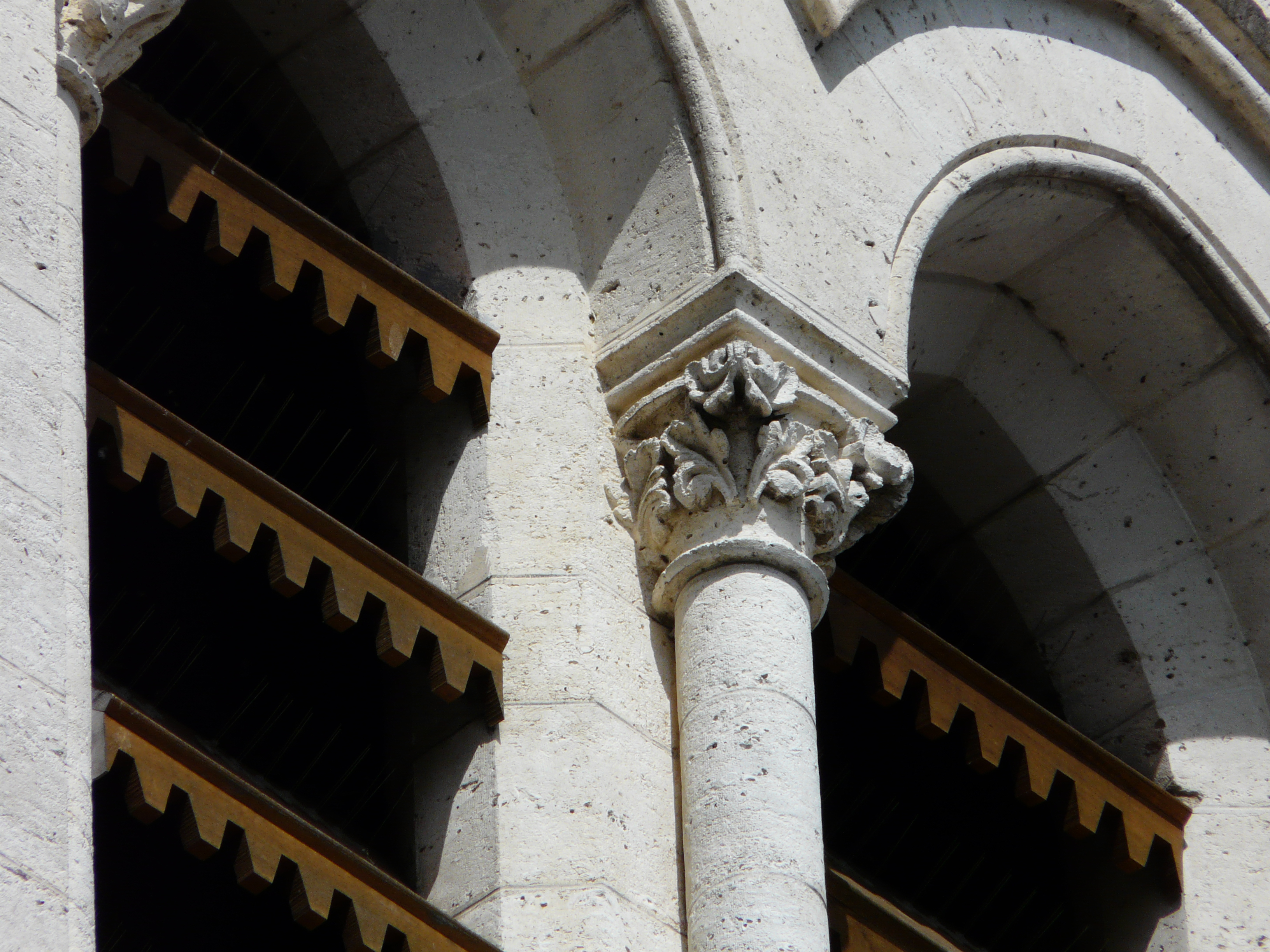
Bordes dentados de tornavoz de la iglesia de Trélissac
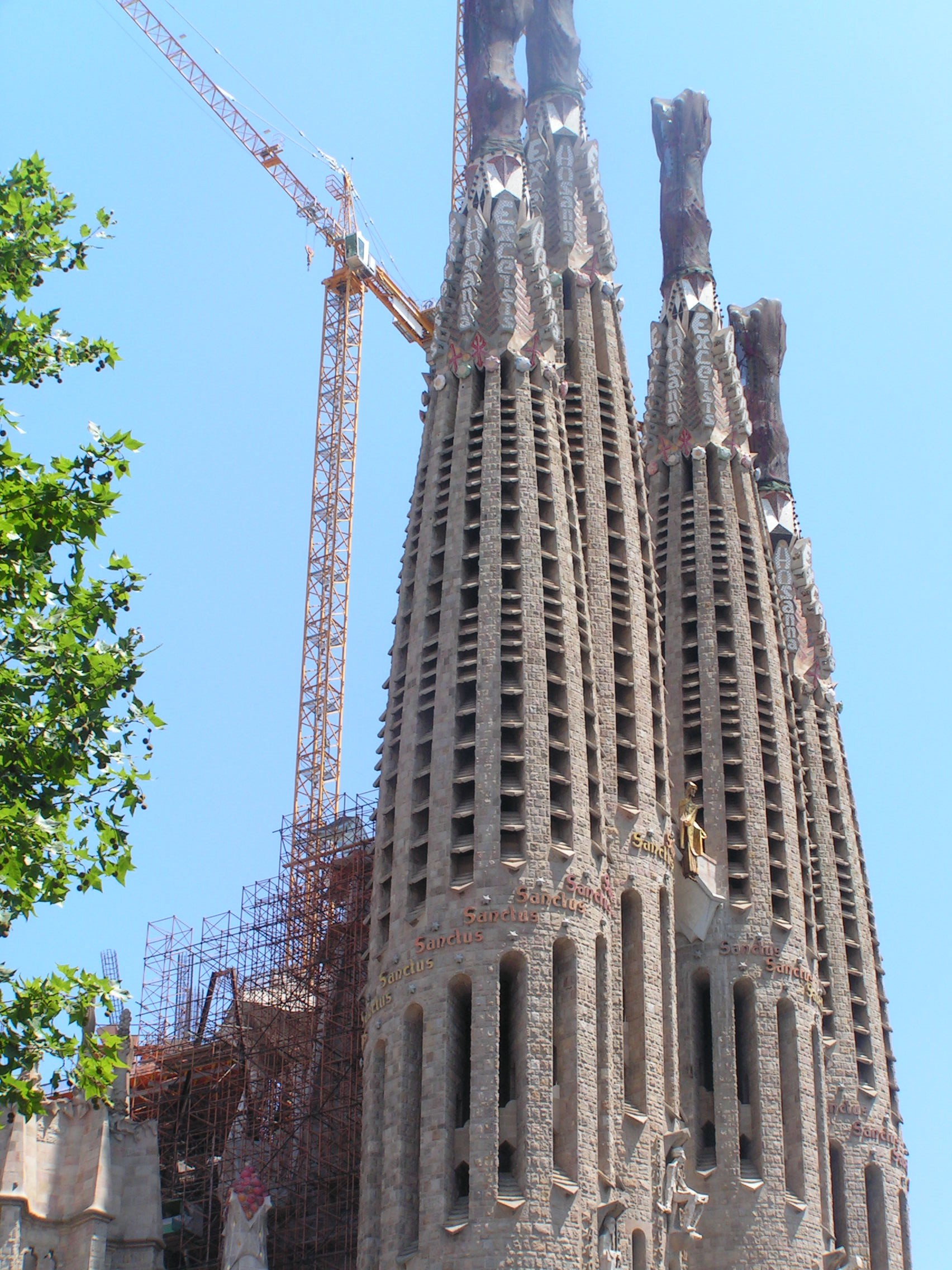
Tornavoces integrados en las torres de la Sagrada Familia de Barcelona